# Amerikaanse roulette

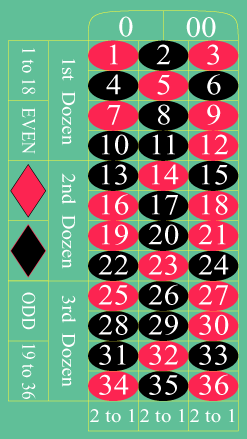
Indeling inzetveld

Amerikaanse roulette is een vorm van roulette die ongeveer hetzelfde werkt als Franse roulette. Alleen zijn er bij Amerikaanse roulette meestal 2 groene vakjes aanwezig (0 en 00) om de winkans van het casino te vergroten van 1/37 (1/74 op enkelvoudige kansen) naar 1/19. Ook speelt iedereen bij Amerikaanse roulette met een eigen kleur fiche. De persoon die met een bepaalde kleur fiche speelt kan zelf de waarde bepalen van dit fiche door dit van tevoren aan te geven bij de croupier. De volgorde van de nummers op de Amerikaanse cilinder is anders dan op de Franse cilinder. Wel zijn alle nummers die rood zijn bij de Franse roulette, ook rood bij de Amerikaanse roulette. Hetzelfde geldt voor de zwarte nummers.

## Amerikaanse roulette met en zonder 00
In Amerikaanse casino's wordt het spel geleid door maar één croupier (in plaats van drie bij een traditionele Franse roulette), die minder opdrachten van spelers tot het plaatsen van inzetten aanneemt dan bij de Franse roulette. Het casino draait meer omzet, doordat het spel sneller verloopt en er minder personeel nodig is aan een tafel dan bij de Franse roulette. Verder heeft bij de Amerikaanse roulette iedere speler zijn eigen kleur jetons. Dit maakt deze vorm een stuk minder fraudegevoelig; bij de Franse roulette kan men bijvoorbeeld een jeton van iemand anders stiekem van 20 naar 21 verschuiven en als nummer 21 valt zonder blikken of blozen de winst opstrijken en als nummer 20 valt zich snel uit de voeten maken. Door dit alles is men in Europa erop overgegaan roulette aan te bieden in deze vorm, maar met een Franse cilinder en met de Franse "en prison"-regel. Dit wordt vaak door casino's "Amerikaanse roulette" genoemd, maar is in wezen Franse roulette. Daardoor ontstaat enige verwarring. Het grote verschil tussen beide is de aanwezigheid van de 00 en de afwezigheid van de "en prison"-regel bij "echte" Amerikaanse roulette, waardoor alle enkelvoudige kansen helemaal verloren zijn als 0 of 00 valt, in plaats van dat de inzet met de bank wordt gedeeld, zoals bij Franse roulette en bij Amerikaanse roulette met een Franse cilinder.
Amerikaanse roulette · Franse roulette · Black Jack · Poker · Caribbean Stud Poker · Pai Gow Poker · Sic Bo · Punto Banco / Baccarat · 
Craps · Money Wheel · Trente et Quarante